# Wladimir Wiktorowitsch Adoratski
Wladimir Wiktorowitsch Adoratski (englisch auch Vladimir Viktorovich Adoratsky, russisch Владимир Викторович Адоратский; * 19. August 1878 in Kasan; † 5. Juni 1945 in Moskau) war ein sowjetischer Historiker und Philosoph. 
Adoratski studierte von 1897 bis 1903 in Kasan. Nach der gescheiterten Revolution 1905 wurde er verhaftet und ausgewiesen. Er traf Lenin 1908 in Genf, 1911 in Paris und 1912 in Berlin. Nach der Oktoberrevolution arbeitete er im Volkskommissariat für Volksbildung. 1931 wurde er Direktor des Instituts für Philosophie an der Kommunistischen Akademie und Direktor des Marx-Engels-Instituts, 1932 Mitglied der Akademie der Wissenschaften der UdSSR. Ab 1938 widmete er sich hauptsächlich der Herausgabe der Werke von Marx, Engels und Lenin.